# Lijst van premiers van Noord-Korea
Dit is de lijst van de premiers van Noord-Korea:

## Premiers van Noord-Korea (1948-heden)
| Premier | Premier                    | Ambtstermijn |
| ------- | -------------------------- | ------------ |
|         | Kim Il-sung (1912-1994)    | 1948-1972    |
|         | Kim Il (1910-1984)         | 1972-1976    |
|         | Park Sung-chul (1913-2008) | 1976-1977    |
|         | Li Jong-ok (1916-1999)     | 1977-1984    |
|         | Kang Song-san (1931-2007)  | 1984-1986    |
|         | Li Gun-mo                  | 1986-1988    |
|         | Yong Hyong-muk             | 1988-1992    |
|         | Kang Song-san (1931-2007)  | 1992-1997    |
|         | Hong Song-nam (1924-2009)  | 1997-2003    |
|         | Pak Pong-ju (1939)         | 2003-2007    |
|         | Kim Yong-il (1944)         | 2007-2010    |
|         | Choe Yong-rim (1930)       | 2010-2013    |
|         | Pak Pong-ju (1939)         | 2013-2019    |
|         | Kim Jae-ryong (1959)       | 2019-2020    |
|         | Kim Tok-hun (1962)         | 2020-heden   |